# IC 1396
IC 1396 ist die Bezeichnung eines Emissionsnebels mit einem eingebetteten offenen Sternhaufens im Sternbild Kepheus. IC 1396 hat eine Winkelausdehnung von  170′ × 140′ und eine scheinbare Helligkeit von +3,5 mag.
IC 1396 ist eingebettet in einen Emissionsnebel, der vom Stern HD 206267 beleuchtet wird und der die Globule IC 1396A, den Elefantenrüsselnebel, enthält.